# بريان لوزانو
بريان لوزانو (بالإسبانية: Brian Lozano) (23 فبراير 1994 بمونتفيدو في الأوروغواي - ) هو لاعب كرة قدم أوروغواني في مركز الوسط. شارك مع منتخب الأوروغواي تحت 23 سنة لكرة القدم ومنتخب الأوروغواي لكرة القدم. أما مع النوادي، فقد لعب مع ديفينسور سبورتينغ ونادي أمريكا.

## مسيرته الكروية
لعب بريان لوزانو خلال مسيرته الاحترافية مع 4 أندية في ثمانية مواسم وسجل خلالها 31 هدفًا ضمن 159 مباراة. ولم يفز بأي موسم بالكأس وفاز في موسمين بالدوري.
خاض بريان لوزانو مسيرته مع نادي ديفينسور سبورتينغ في موسم 2014–15 ولمدة موسمين، مشاركًا في 36 مباراة سجل خلالها 11 هدفًا. ثم انتقل إلى نادي أمريكا في موسم 2015–16 لمدة موسم واحد، حيث شارك في 7 مباريات ولم يسجل أي هدف. لينتقل بعدها إلى نادي ناسيونال مونتيفيديو في عامي 2016-2018 ولمدة موسمين، مشاركًا في 25 مباراة سجل خلالها 4 أهداف. ثم انتقل إلى نادي سانتوس لاغونا في موسم 2017–18 واستمر معه طيلة ثلاثة مواسم، مشاركًا في 91 مباراة سجل خلالها 16 هدفًا.

## روابط خارجية
- بريان لوزانو على موقع قاعدة بيانات كرة القدم.إي يو (الإنجليزية)
- بريان لوزانو على موقع ناشيونال فوتبول تيمز (الإنجليزية)
- بريان لوزانو على موقع Soccerway.com (الإنجليزية)
- بريان لوزانو على موقع عالم كرة القدم.نت (الإنجليزية)
- بريان لوزانو على موقع AS.com (الإسبانية)